# Artful BSC Bratysława
Artful BSC Bratysława (słow. Artful BSC Bratislava) – słowacki klub piłki nożnej plażowej, założony w 2011 w Bratysławie. Najbardziej utytułowana drużyna w historii słowackiego beach soccera.

## Pozycje klubu
| Rok  | Mistrzostwa | Puchar           |
| ---- | ----------- | ---------------- |
| 2011 | 3-4         | nie organizowano |
| 2012 | 2           | nie organizowano |
| 2013 | 1           | nie organizowano |
| 2014 | 2           | nie organizowano |
| 2015 | 2           | nie organizowano |
| 2016 | 1           | nie organizowano |
| 2017 | 1           | 3                |
| 2018 | 2           | nie przystąpiono |

- Mistrzostwa Czech - 4. miejsce (2012)[1]

## Osiągnięcia

### Mistrzostwa Słowacji
- Mistrzostwo (3x): 2013[2], 2016[3], 2017
- Drugie miejsce (4x): 2012[4], 2014[5], 2015[6], 2018

### Puchar Słowacji
- Trzecie miejsce: 2017

## Skład

### Mistrzostwa Słowacji 2017

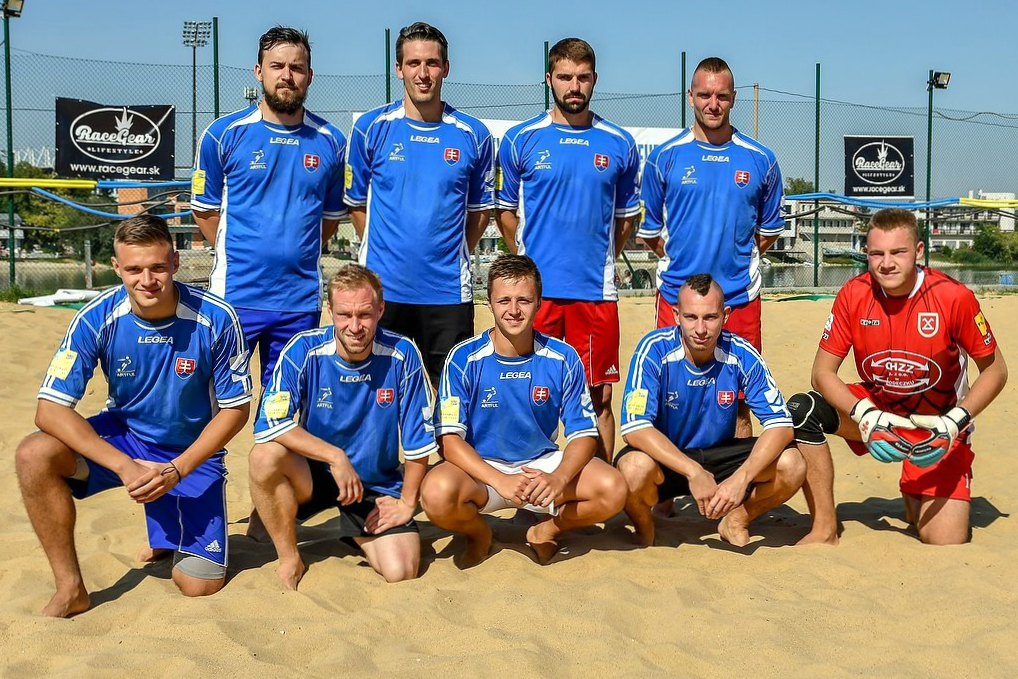
Drużyna podczas Mistrzostw Słowacji

| Nr | Poz. | Piłkarz                 |
| -- | ---- | ----------------------- |
| 1  | BR   | Bartłomiej Stolarz      |
| 3  | PO   | Marián Drahoš (kapitan) |
| 5  | NA   | Pavol Hrnčiar           |
| 8  | PO   | Eduard Topor            |
| 9  | NA   | Dawid Burzawa           |

| Nr | Poz. | Piłkarz      |
| -- | ---- | ------------ |
| 12 | OB   | Erik Melkus  |
| 17 | NA   | Róbert Hustý |
| 18 | NA   | Martin Adame |
| 20 | OB   | Pavol Bureš  |

#### Strzelcy
- 6x  - Marián Drahoš
- 4x  - Róbert Hustý
- 3x  - Pavol Hrnčiar, Dawid Burzawa, Martin Adame
- 1x  - Bartłomiej Stolarz, Eduard Topor

### Puchar Słowacji 2017
| Nr | Poz. | Piłkarz            |
| -- | ---- | ------------------ |
| 1  | BR   | Bartłomiej Stolarz |
| 5  | OB   | Milan Orel         |
| 8  | PO   | Eduard Topor       |
| 9  | NA   | Szymon Giętkowski  |

| Nr | Poz. | Piłkarz                |
| -- | ---- | ---------------------- |
| 11 | PO   | Michal Kanyai          |
| 17 | NA   | Róbert Hustý (kapitan) |
| 18 | PO   | Štefan Sivoň           |
| 20 | OB   | David Čarnogurský      |

#### Strzelcy
- 8x  - Róbert Hustý
- 6x  - Szymon Giętkowski
- 3x  - Michal Kanyai
- 2x  - Eduard Topor
- 1x  - David Čarnogurský, Štefan Sivoň

## Polacy w klubie
| Zawodnik           | Sezon | Liga  | Liga   | Puchar krajowy | Puchar krajowy | Suma  | Suma   |
| Zawodnik           | Sezon | Mecze | Bramki | Mecze          | Bramki         | Mecze | Bramki |
| ------------------ | ----- | ----- | ------ | -------------- | -------------- | ----- | ------ |
| Dawid Burzawa      | 2017  | 4     | 3      | –              | –              | 4     | 3      |
| Szymon Giętkowski  | 2017  | –     | –      | 6              | 6              | 6     | 6      |
| Bartłomiej Stolarz | 2017  | 4     | 1      | 6              | 0              | 10    | 1      |